# いちき串木野市立串木野西中学校
いちき串木野市立串木野西中学校（いちきくしきのしりつくしきのにしちゅうがっこう）は、鹿児島県いちき串木野市平江にある市立中学校である。

## 概要
いちき串木野市平江にある中学校であり、いちき串木野市が誕生する以前は、串木野市立串木野西中学校であった。串木野西中学校は1970年（昭和45年）に荒川中学校と旭中学校を新設統合し設置された中学校である。また、荒川小学校区及び旭小学校校区を結ぶ、スクールバスが運行されている。

## 沿革

### 統合以前

#### 荒川中学校
- 1947年（昭和22年） - 串木野町立第一中学校荒川分校として設置される[1]。
- 1949年（昭和24年） - 本校の名称が変更されたのに伴い、串木野町立串木野中学校荒川分校に改称[1]。
- 1950年（昭和25年） - 串木野町が市制施行し串木野市となったのに伴い、串木野市立串木野中学校荒川分校に改称[1]。
- 1954年（昭和29年） - 串木野中学校から独立し、串木野市立荒川中学校を設置[1]。
- 1970年（昭和45年） - 旭中学校と統合し、串木野市立串木野西中学校となり廃校となる。

#### 旭中学校
- 1948年（昭和23年） - 串木野町立第一中学校旭分校として設置される[2]。
- 1949年（昭和24年） - 本校の名称が変更されたのに伴い、串木野町立串木野中学校旭分校に改称[2]。
- 1950年（昭和25年） - 串木野町が市制施行し串木野市となったのに伴い、串木野市立串木野中学校旭分校に改称[2]。
- 1954年（昭和29年） - 串木野中学校から独立し、串木野市立旭中学校を設置[2]。
- 1970年（昭和45年） - 荒川中学校と統合し、串木野市立串木野西中学校となり廃校となる。

### 串木野西中学校
- 1970年（昭和45年） - 荒川中学校と旭中学校を統合し、串木野市立串木野西中学校を設置。同時に串木野中学校の一部通学地域が串木野西中学校へ変更になる。
- 2005年（平成17年） - 串木野市が市来町と合併しいちき串木野市となったのに伴い、いちき串木野市立串木野西中学校に改称。

## 通学区域
- 旭小学校の通学区域の全域
- 荒川小学校の通学区域の全域
- 串木野小学校の通学区域の一部